# Az Év Autója díj

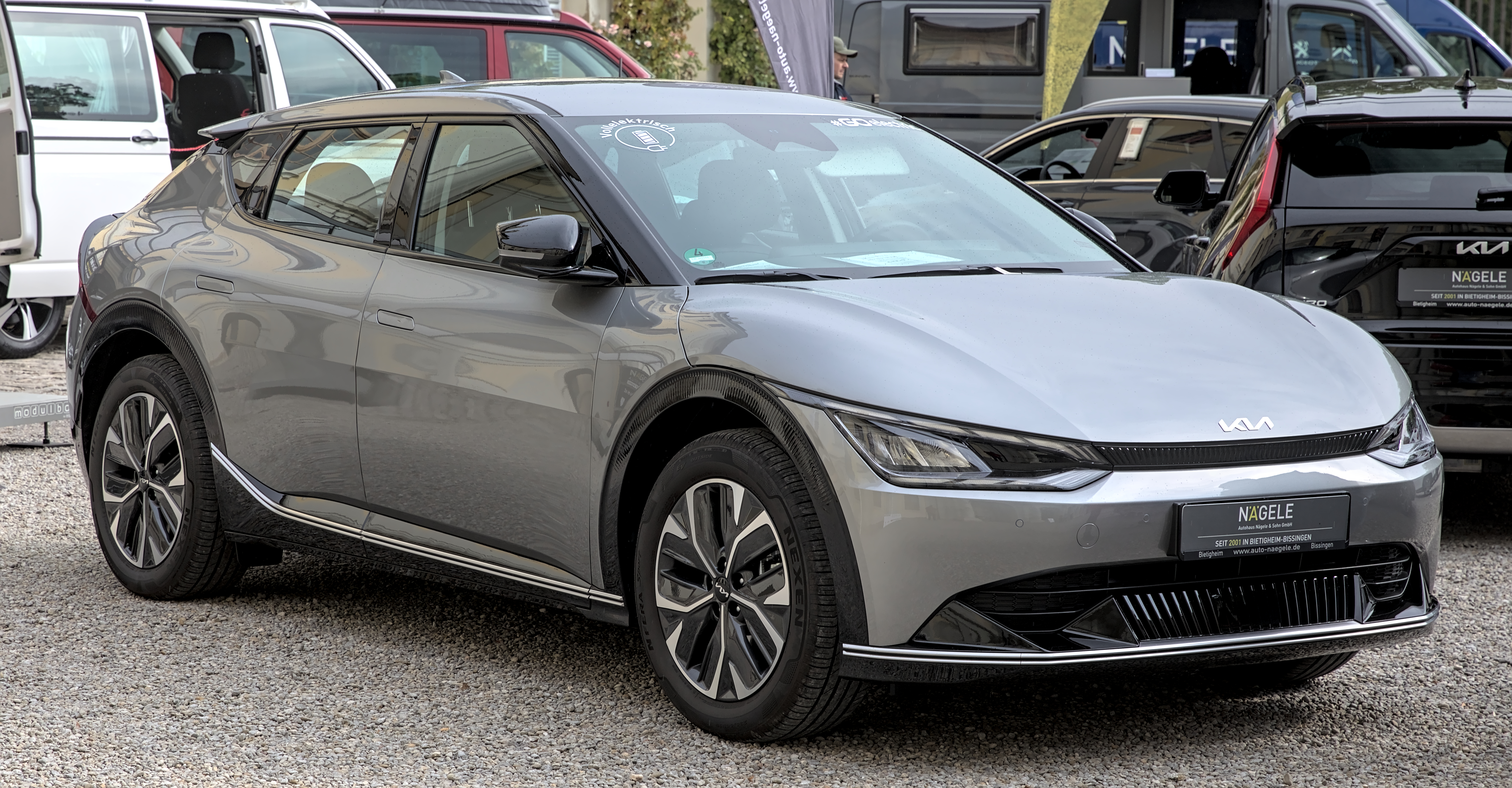
A 2022-es nyertes, a Kia EV6

Az Év Autója (angolul Car of the Year, COTY) egy európai díj, amelyet autós szakújságírók szavazása alapján osztanak ki 1964 óta, az adott évben bemutatott új európai autómodellek között.

## A zsűri
Jelenleg az alábbi autós magazinok szakújságírói határoznak a jelöltekről:
- Auto – Olaszország
- Autocar – Egyesült Királyság
- Autopista – Spanyolország
- Autovisie – Hollandia
- L'Automobile Magazine – Franciaország
- Stern – Németország
- Vi Bilägare – Svédország

Magyarországot Csikós Zsolt, a Speedzone újságírója, és Gajdán Miklós, a Totalcar újságírója képviseli.

## A helyezett modellek 1964-től
| Első, második és harmadik helyek | Első, második és harmadik helyek | Első, második és harmadik helyek | Első, második és harmadik helyek    | Első, második és harmadik helyek | Első, második és harmadik helyek | Első, második és harmadik helyek |
| Év                               | Első                             | Pontszám                         | Második                             | Pontszám                         | Harmadik                         | Pontszám                         |
| -------------------------------- | -------------------------------- | -------------------------------- | ----------------------------------- | -------------------------------- | -------------------------------- | -------------------------------- |
| 1964                             | Rover 2000                       | 76                               | Mercedes 600                        | 64                               | Hillman Imp                      | 31                               |
| 1965                             | Austin 1800                      | 78                               | Autobianchi Primula                 | 51                               | Ford Mustang                     | 18                               |
| 1966                             | Renault 16                       | 98                               | Rolls-Royce Silver Shadow           | 81                               | Oldsmobile Toronado              | 59                               |
| 1967                             | Fiat 124                         | 144                              | BMW 1600                            | 69                               | Jensen FF                        | 61                               |
| 1968                             | NSU Ro 80                        | 197                              | Fiat 125                            | 133                              | Simca 1100                       | 94                               |
| 1969                             | Peugeot 504                      | 119                              | BMW 2500/2800                       | 77                               | Alfa Romeo 1750                  | 76                               |
| 1970                             | Fiat 128                         | 235                              | Autobianchi A112                    | 96                               | Renault 12                       | 79                               |
| 1971                             | Citroën GS                       | 233                              | Volkswagen K70                      | 121                              | Citroën SM                       | 105                              |
| 1972                             | Fiat 127                         | 239                              | Renault 15/17                       | 107                              | Mercedes 350SL                   | 96                               |
| 1973                             | Audi 80                          | 114                              | Renault 5                           | 109                              | Alfa Romeo Alfetta               | 95                               |
| 1974                             | Mercedes 450S                    | 115                              | Fiat X1/9                           | 99                               | Honda Civic                      | 90                               |
| 1975                             | Citroën CX                       | 229                              | Volkswagen Golf                     | 164                              | Audi 50                          | 136                              |
| 1976                             | Simca 1307-1308                  | 192                              | BMW 3-series                        | 144                              | Renault 30 TS                    | 107                              |
| 1977                             | Rover 3500                       | 157                              | Audi 100                            | 138                              | Ford Fiesta                      | 135                              |
| 1978                             | Porsche 928                      | 261                              | BMW 7-series                        | 231                              | Ford Granada                     | 203                              |
| 1979                             | Simca-Chrysler Horizon           | 251                              | Fiat Ritmo                          | 239                              | Audi 80                          | 181                              |
| 1980                             | Lancia Delta                     | 369                              | Opel Kadett                         | 301                              | Peugeot 505                      | 199                              |
| 1981                             | Ford Escort                      | 326                              | Fiat Panda                          | 308                              | Austin Metro                     | 255                              |
| 1982                             | Renault 9                        | 335                              | Opel Ascona                         | 304                              | Volkswagen Polo                  | 252                              |
| 1983                             | Audi 100                         | 410                              | Ford Sierra                         | 386                              | Volvo 760                        | 157                              |
| 1984                             | Fiat Uno                         | 346                              | Peugeot 205                         | 325                              | Volkswagen Golf                  | 156                              |
| 1985                             | Opel Kadett                      | 326                              | Renault 25                          | 261                              | Lancia Thema                     | 191                              |
| 1986                             | Ford Scorpio                     | 337                              | Lancia Y10                          | 291                              | Mercedes-Benz 200-300E           | 273                              |
| 1987                             | Opel Omega                       | 275                              | Audi 80                             | 238                              | BMW 7-series                     | 175                              |
| 1988                             | Peugeot 405                      | 464                              | Citroën AX                          | 252                              | Honda Prelude                    | 234                              |
| 1989                             | Fiat Tipo                        | 356                              | Opel Vectra                         | 261                              | Volkswagen Passat                | 194                              |
| 1990                             | Citroën XM                       | 390                              | Mercedes-Benz SL                    | 215                              | Ford Fiesta                      | 214                              |
| 1991                             | Renault Clio                     | 312                              | Nissan Primera                      | 258                              | Opel Calibra                     | 183                              |
| 1992                             | Volkswagen Golf                  | 276                              | Opel Astra                          | 231                              | Citroën ZX                       | 213                              |
| 1993                             | Nissan Micra                     | 338                              | Fiat Cinquecento                    | 304                              | Renault Safrane                  | 244                              |
| 1994                             | Ford Mondeo                      | 290                              | Citroën Xantia                      | 264                              | Mercedes-Benz C                  | 192                              |
| 1995                             | Fiat Punto                       | 370                              | Volkswagen Polo                     | 292                              | Opel Omega                       | 272                              |
| 1996                             | Fiat Bravo                       | 378                              | Peugeot 406                         | 363                              | Audi A4                          | 246                              |
| 1997                             | Renault Mégane Scénic            | 405                              | Ford Ka                             | 293                              | Volkswagen Passat                | 248                              |
| 1998                             | Alfa Romeo 156                   | 454                              | Volkswagen Golf                     | 266                              | Audi A6                          | 265                              |
| 1999                             | Ford Focus                       | 444                              | Opel Astra                          | 269                              | Peugeot 206                      | 248                              |
| 2000                             | Toyota Yaris                     | 344                              | Fiat Multipla                       | 325                              | Opel Zafira                      | 265                              |
| 2001                             | Alfa Romeo 147                   | 238                              | Ford Mondeo                         | 237                              | Toyota Prius                     | 229                              |
| 2002                             | Peugeot 307                      | 286                              | Renault Laguna                      | 244                              | Fiat Stilo                       | 243                              |
| 2003                             | Renault Mégane                   | 322                              | Mazda 6                             | 302                              | Citroën C3                       | 214                              |
| 2004                             | Fiat Panda                       | 281                              | Mazda 3                             | 241                              | Volkswagen Golf                  | 241                              |
| 2005                             | Toyota Prius                     | 406                              | Citroën C4                          | 267                              | Ford Focus                       | 228                              |
| 2006                             | Renault Clio                     | 256                              | Volkswagen Passat                   | 251                              | Alfa Romeo 159                   | 212                              |
| 2007                             | Ford S-Max                       | 235                              | Opel Corsa                          | 233                              | Citroën C4 Picasso               | 222                              |
| 2008                             | Fiat 500                         | 385                              | Mazda 2                             | 325                              | Ford Mondeo                      | 202                              |
| 2009                             | Opel/Vauxhall Insignia           | 321                              | Ford Fiesta                         | 320                              | VW Golf                          | 223                              |
| 2010                             | VW Polo                          | 347                              | Toyota iQ                           | 337                              | Opel/Vauxhall Astra              | 221                              |
| 2011                             | Nissan Leaf                      | 257                              | Alfa Romeo Giulietta                | 248                              | Opel/Vauxhall Meriva             | 244                              |
| 2012                             | Opel Ampera/Chevrolet Volt       | 330                              | Volkswagen Up!                      | 281                              | Ford Focus                       | 256                              |
| 2013                             | Volkswagen Golf                  | 414                              | Toyota GT86/Subaru BRZ              | 202                              | Volvo V40                        | 189                              |
| 2014                             | Peugeot 308                      | 307                              | BMW i3                              | 223                              | Tesla Model S                    | 216                              |
| 2015                             | Volkswagen Passat                | 340                              | Citroën C4 Cactus                   | 248                              | Mercedes-Benz C                  | 221                              |
| 2016                             | Opel Astra                       | 312                              | Volvo XC90                          | 294                              | Mazda MX-5                       | 202                              |
| 2017                             | Peugeot 3008                     | 319                              | Alfa Romeo Giulia                   | 296                              | Mercedes-Benz E                  | 197                              |
| 2018                             | Volvo XC40                       | 325                              | Seat Ibiza                          | 242                              | BMW 5-series                     | 226                              |
| 2019                             | Suzuki Swift 2                   | 250                              | Alpine A110                         | 250                              | Kia Ceed                         | 247                              |
| 2020                             | Peugeot 208                      | 281                              | Tesla Model 3                       | 242                              | Porsche Taycan                   | 222                              |
| 2021                             | Toyota Yaris                     | 266                              | Fiat 500e                           | 240                              | Cupra Formentor                  | 239                              |
| 2022                             | Kia EV6                          | 279                              | Renault Megane E-Tech 100% electric | 265                              | Hyundai Ioniq 5                  | 261                              |
| 2023                             | Jeep Avenger                     | 328                              | Volkswagen ID. Buzz                 | 241                              | Nissan Ariya                     | 211                              |
| 2024                             | Renault Scénic E-Tech            | 329                              | BMW 5-series                        | 308                              | Peugeot 3008                     | 197                              |
| 2025                             | Renault 5 E-Tech / Alpine A290   | 353                              | Kia EV3                             | 291                              | Citroën C3                       | 217                              |

| Győzelmek megoszlása a típusok között | Győzelmek megoszlása a típusok között | Győzelmek megoszlása a típusok között | Győzelmek megoszlása a típusok között | Győzelmek megoszlása a típusok között | Győzelmek megoszlása a típusok között | Győzelmek megoszlása a típusok között |
| Típus                                 | Győzelmek                             | Győztes modellek                      | Győztes modellek                      | Győztes modellek                      | Győztes modellek                      | Győztes modellek                      |
| ------------------------------------- | ------------------------------------- | ------------------------------------- | ------------------------------------- | ------------------------------------- | ------------------------------------- | ------------------------------------- |
| Alfa Romeo                            | 2                                     | 156 (1998)                            | 147 (2001)                            |                                       |                                       |                                       |
| Alpine                                | 1                                     | A290 (2025)                           |                                       |                                       |                                       |                                       |
| Audi                                  | 2                                     | 80 (1973)                             | 100 (1983)                            |                                       |                                       |                                       |
| Austin                                | 1                                     | 1800 (1965)                           |                                       |                                       |                                       |                                       |
| Chevrolet                             | 1                                     | Volt (2012)                           |                                       |                                       |                                       |                                       |
| Chrysler/Simca                        | 2                                     | Alpine/1307-1308 (1976)               | Horizon (1979)                        |                                       |                                       |                                       |
| Citroën                               | 3                                     | GS (1971)                             | CX (1975)                             | XM (1990)                             |                                       |                                       |
| Fiat                                  | 9                                     | 124 (1967)                            | 128 (1970)                            | 127 (1972)                            | Uno (1984)                            | Tipo (1989)                           |
| Fiat                                  | 9                                     | Punto (1995)                          | Bravo/Brava (1996)                    | Panda (2004)                          | 500 (2008)                            |                                       |
| Ford                                  | 5                                     | Escort (1981)                         | Granada/Scorpio (1986)                | Mondeo (1994)                         | Focus (1999)                          | S-Max (2007)                          |
| Jaguar                                | 1                                     | I-Pace (2019)                         |                                       |                                       |                                       |                                       |
| Jeep                                  | 1                                     | Jeep Avenger (2023)                   |                                       |                                       |                                       |                                       |
| Lancia                                | 1                                     | Delta (1980)                          |                                       |                                       |                                       |                                       |
| Mercedes-Benz                         | 1                                     | S-Class (1974)                        |                                       |                                       |                                       |                                       |
| Nissan                                | 2                                     | Micra (1993)                          | Leaf (2011)                           |                                       |                                       |                                       |
| NSU                                   | 1                                     | Ro 80 (1968)                          |                                       |                                       |                                       |                                       |
| Opel/Vauxhall                         | 5                                     | Kadett/Astra (1985)                   | Omega/Carlton (1987)                  | Insignia (2009)                       | Ampera (2012)                         | Astra (2016)                          |
| Peugeot                               | 6                                     | 504 (1969)                            | 405 (1988)                            | 307 (2002)                            | 308 (2014)                            | 3008 (2017)                           |
| Peugeot                               | 6                                     | 208 (2020)                            |                                       |                                       |                                       |                                       |
| Porsche                               | 1                                     | 928 (1978)                            |                                       |                                       |                                       |                                       |
| Renault                               | 8                                     | 16 (1966)                             | 9 (1982)                              | Clio (1991)                           | Scénic (1997)                         | Mégane (2003)                         |
| Renault                               | 8                                     | Clio (2006)                           | Scénic E-Tech (2024)                  | 5 E-Tech (2025)                       |                                       |                                       |
| Rover                                 | 2                                     | P6 (1964)                             | SD1 (1977)                            |                                       |                                       |                                       |
| Toyota                                | 3                                     | Yaris (2000)                          | Prius (2005)                          | Yaris (2021)                          |                                       |                                       |
| Volkswagen                            | 4                                     | Golf (1992)                           | Polo (2010)                           | Golf (2013)                           | Passat (2015)                         |                                       |
| Volvo                                 | 1                                     | XC40 (2018)                           |                                       |                                       |                                       |                                       |